# Sheryfa Luna (album)
Sheryfa Luna è il primo album della cantante francese Rnb, Sheryfa Luna. È uscito sul mercato francese il 19 novembre 2007 con etichetta ULM. È stato registrato a tempo di record, dopo soli tre mesi dal successo di Sheryfa nell'edizione transalpina della trasmissione Popstars, a cura del produttore Benjamin Chulvanij, uno dei membri della giuria del talent show che l'ha lanciata. Dopo il debutto del primo singolo Quelque part si sono susseguiti numerosi successi facendola salire nelle vette delle classifiche di vendita per numerose settimane. Tra gli altri successi, si segnalano Il avait les mots e D'ici et d'ailleurs.
Il 28 aprile 2008 l'album è stato commercializzato in una versione Jewel Box che contiene i quattordici titoli originali più 3 remixes, tra cui la versione singolo di D'ici et d'ailleurs.

## Tracce
| #   | Titolo                          | Autore/i                      | Collaborazioni e note                              | Durata   |
| --- | ------------------------------- | ----------------------------- | -------------------------------------------------- | -------- |
| 1.  | Aime moi                        | Sulee B Wax/Jena Lee          |                                                    | 4 min 11 |
| 2.  | Fais un pas                     | Sulee B. Wax/Jena Lee         |                                                    | 4 min 07 |
| 3.  | Quelque part                    | Sulee B. Wax/Jena Lee         |                                                    | 4 min 26 |
| 4.  | Il avait les mots               | Dave, Singuila                |                                                    | 3 min 47 |
| 5.  | Tant que je chante              | Laure Milan, Grégory Gallerne |                                                    | 3 min 13 |
| 6.  | Non                             | Sulee B. Wax/Jena Lee         |                                                    | 3 min 34 |
| 7.  | D'ici et d'ailleurs             | Youssoupha Mabiki             |                                                    | 3 min 59 |
| 8.  | Des choses qui ne se disent pas | Kery James, Greg K            |                                                    | 3 min 37 |
| 9.  | Je ne cèderai pas               | Sulee B. Wax                  | featuring VR.                                      | 2 min 59 |
| 10. | On ressent                      | Dave, Singuila                |                                                    | 3 min 53 |
| 11. | Au revoir                       | Dave, Singuila                |                                                    | 4 min 23 |
| 12. | Interlude                       | Sheryfa Luna                  |                                                    | 0 min 35 |
| 13. | Larmes                          | Laure Milan, Grégory Gallerne | featuring Laure Milan.                             | 3 min 07 |
| 14. | Garder cette vie                | Sulee B. Wax/Jena Lee         |                                                    | 4 min 15 |
| 15. | Quelque part                    | Sulee B. Wax/Jena Lee         | featuring Youssoupha. traccia bonus del Jewel Box. |          |
| 16. | Il avait les mots               | Dave, Singuila                | featuring Léa Castel. traccia bonus del Jewel Box. | 3 min 47 |
| 17. | D'ici et d'ailleurs [Remix]     | Youssoupha                    | versione videoclip. traccia bonus del Jewel Box.   |          |